# Mayastreptus confragosus
Mayastreptus confragosus är en mångfotingart som först beskrevs av Karsch 1881.  Mayastreptus confragosus ingår i släktet Mayastreptus och familjen Spirostreptidae. Inga underarter finns listade i Catalogue of Life.